# Achete, Azoia de Baixo e Póvoa de Santarém
Achete, Azoia de Baixo e Póvoa de Santarém (llamada oficialmente União das Freguesias de Achete, Azoia de Baixo e Póvoa de Santarém) es una freguesia portuguesa del municipio y distrito de Santarém.

## Historia
Fue creada el 28 de enero de 2013 en aplicación de una resolución de la Asamblea de la República de Portugal promulgada el 16 de enero de 2013 con la unión de las freguesias de Achete, Azoia de Baixo y Póvoa de Santarém, pasando su sede a estar situada en la antigua freguesia de Achete.

## Demografía
| Gráfica de evolución demográfica de Achete, Azoia de Baixo e Póvoa de Santarém entre 2011 y 2021 |
|                                                                                                  |
| Datos según el nomenclátor publicado por el INE portugués.                                       |